# Голбрук (Аризона)
Голбрук (англ. Holbrook) — місто (англ. city) в США, в окрузі Навахо штату Аризона. Населення — 4858 осіб (2020).

## Географія
Голбрук розташований за координатами 34°54′17″ пн. ш. 110°10′2″ зх. д. / 34.90472° пн. ш. 110.16722° зх. д. (34.904624, -110.167210).  За даними Бюро перепису населення США в 2010 році місто мало площу 44,99 км², з яких 44,92 км² — суходіл та 0,07 км² — водойми.

### Клімат
| Клімат : Голбрук        | Клімат : Голбрук | Клімат : Голбрук | Клімат : Голбрук | Клімат : Голбрук | Клімат : Голбрук | Клімат : Голбрук | Клімат : Голбрук | Клімат : Голбрук | Клімат : Голбрук | Клімат : Голбрук | Клімат : Голбрук | Клімат : Голбрук | Клімат : Голбрук |
| Показник                | Січ.             | Лют.             | Бер.             | Квіт.            | Трав.            | Черв.            | Лип.             | Серп.            | Вер.             | Жовт.            | Лист.            | Груд.            | Рік              |
| Абсолютний максимум, °C | 23,3             | 37,2             | 31,7             | 33,9             | 38,3             | 42,2             | 41,1             | 42,8             | 41,1             | 35,6             | 31,7             | 25,6             | 42,8             |
| Середній максимум, °C   | 10,3             | 14,4             | 18,4             | 22,9             | 27,7             | 33,4             | 35,2             | 33,4             | 30,2             | 23,7             | 16,4             | 10,8             | 23,1             |
| Середній мінімум, °C    | −6,2             | −3,8             | −0,9             | 2,2              | 6,3              | 10,8             | 15,4             | 15,0             | 10,5             | 3,4              | −2,4             | −6,2             | 3,7              |
| Абсолютний мінімум, °C  | −28,9            | −28,3            | −16,7            | −12,2            | −10,6            | −1,1             | 5,0              | 2,2              | −7,8             | −9,4             | −23,3            | −29,4            | −29,4            |
| Норма опадів, мм        | 18               | 17               | 18               | 9                | 10               | 5                | 30               | 38               | 30               | 27               | 17               | 14               | 233              |
| Днів з опадами          | 4,0              | 3,5              | 4,6              | 2,7              | 3,3              | 1,6              | 6,0              | 8,0              | 5,4              | 4,1              | 3,0              | 3,6              | 49,8             |
| Днів зі снігом          | 0,8              | 0,7              | 0,6              | 0,1              | 0                | 0                | 0                | 0                | 0                | 0                | 0,6              | 0,6              | 3,4              |
| ----------------------- | ---------------- | ---------------- | ---------------- | ---------------- | ---------------- | ---------------- | ---------------- | ---------------- | ---------------- | ---------------- | ---------------- | ---------------- | ---------------- |
| Джерело:                |                  |                  |                  |                  |                  |                  |                  |                  |                  |                  |                  |                  |                  |

## Демографія
Згідно з переписом 2010 року, у місті мешкали 5053 особи в 1636 домогосподарствах у складі 1126 родин. Густота населення становила 112 особи/км².  Було 1881 помешкання (42/км²).
Расовий склад населення:
| - 55,8 % — білих - 26,4 % — корінних американців - 2,7 % — чорних або афроамериканців - 1,3 % — азіатів - 8,0 % — осіб інших рас |

До двох чи більше рас належало 5,8 %. Частка іспаномовних становила 25,4 % від усіх жителів.
За віковим діапазоном населення розподілялося таким чином: 28,2 % — особи молодші 18 років, 60,7 % — особи у віці 18—64 років, 11,1 % — особи у віці 65 років та старші. Медіана віку мешканця становила 33,0 року. На 100 осіб жіночої статі у місті припадало 103,4 чоловіків;  на 100 жінок у віці від 18 років та старших — 105,5 чоловіків також старших 18 років.
Середній дохід на одне домашнє господарство  становив 55 484 долари США (медіана — 50 240), а середній дохід на одну сім'ю — 66 329 доларів (медіана — 57 188). Медіана доходів становила 43 953 долари для чоловіків та 30 076 доларів для жінок. За межею бідності перебувало 20,6 % осіб, у тому числі 18,4 % дітей у віці до 18 років та 4,2 % осіб у віці 65 років та старших.
Цивільне працевлаштоване населення становило 1982 особи. Основні галузі зайнятості: освіта, охорона здоров'я та соціальна допомога — 24,1 %, мистецтво, розваги та відпочинок — 16,3 %, публічна адміністрація — 12,8 %, роздрібна торгівля — 11,6 %.